# 이슬거미
이슬거미는 농발거미과의 작은 거미이다. 몸은 전체적으로 황록색이다. 북방계 거미로서 한국·일본·유럽 등 구북구에 널리 분포한다. 겨울은 주로 낙엽 속에서 보내며 출현기는 5~10월이다. 산이나 들판의 초원에 많이 서식하며 풀 사이를 배회한다. 산란기가 되면 갈대 등 벼과식물의 잎 등에 집을 지어 알을 낳는다. 어미 거미는 어린 거미가 부화하여 분산할 때까지 이들을 보호한다.

## 사진

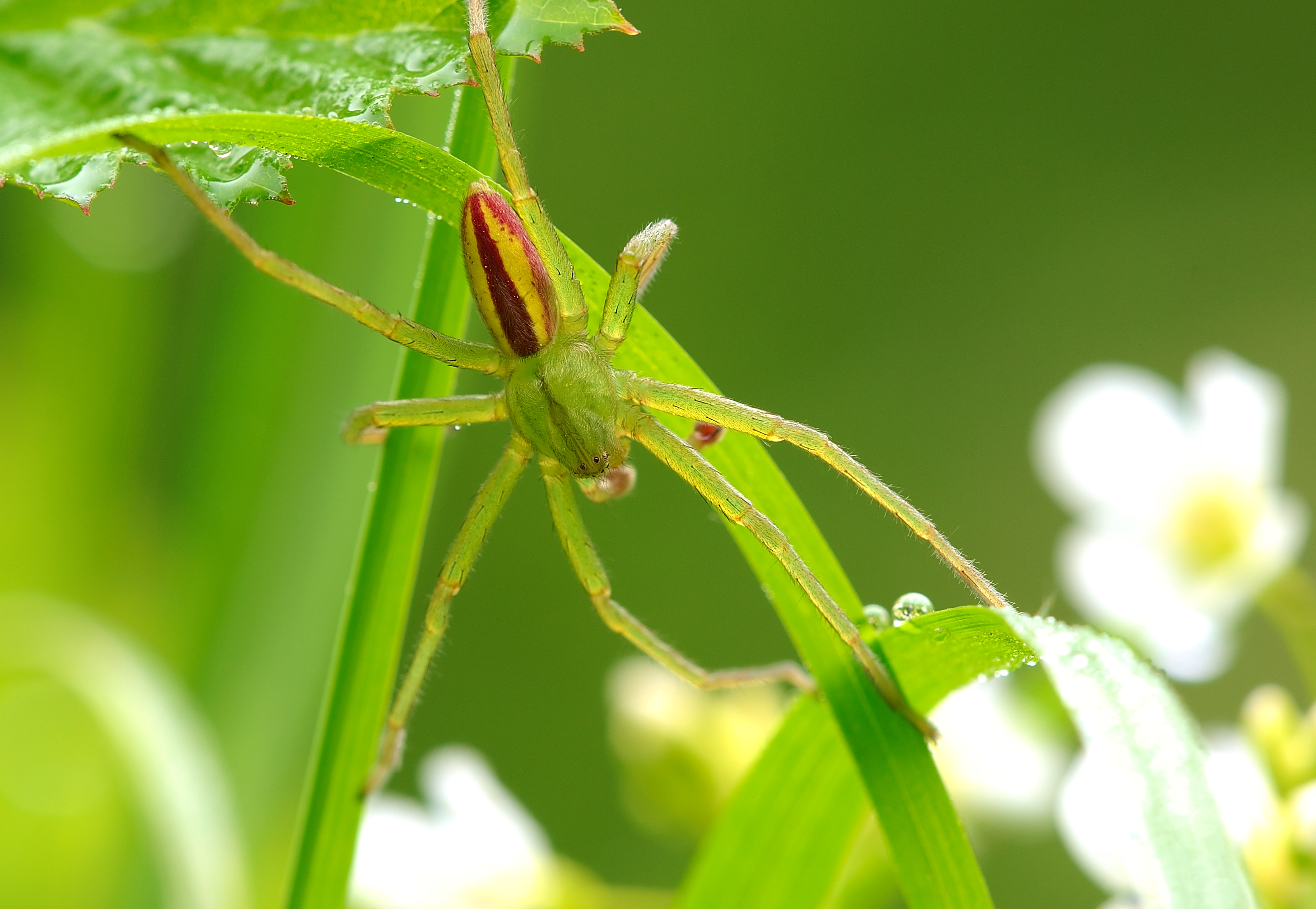
이슬거미 수컷
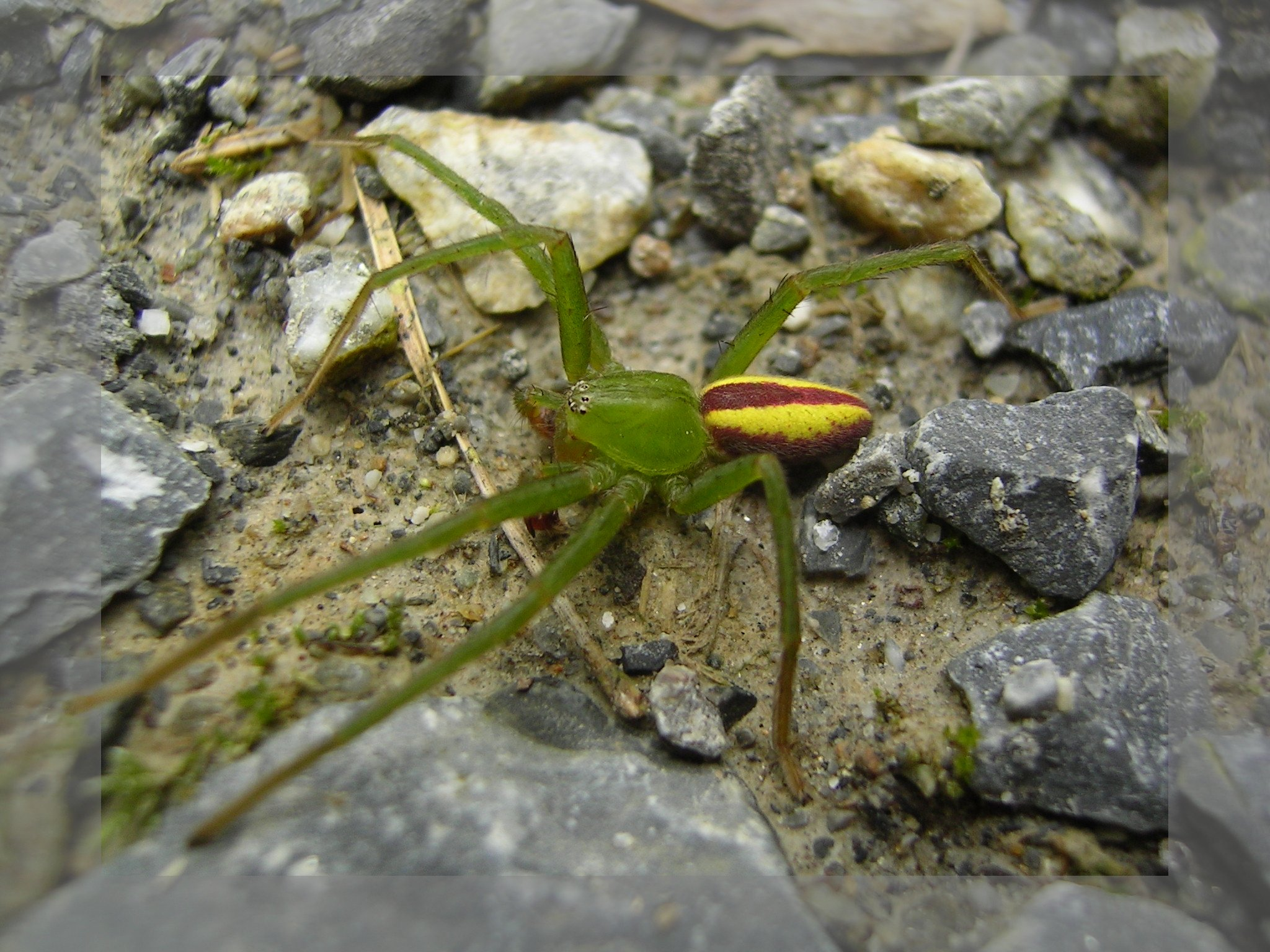
이슬거미 수컷
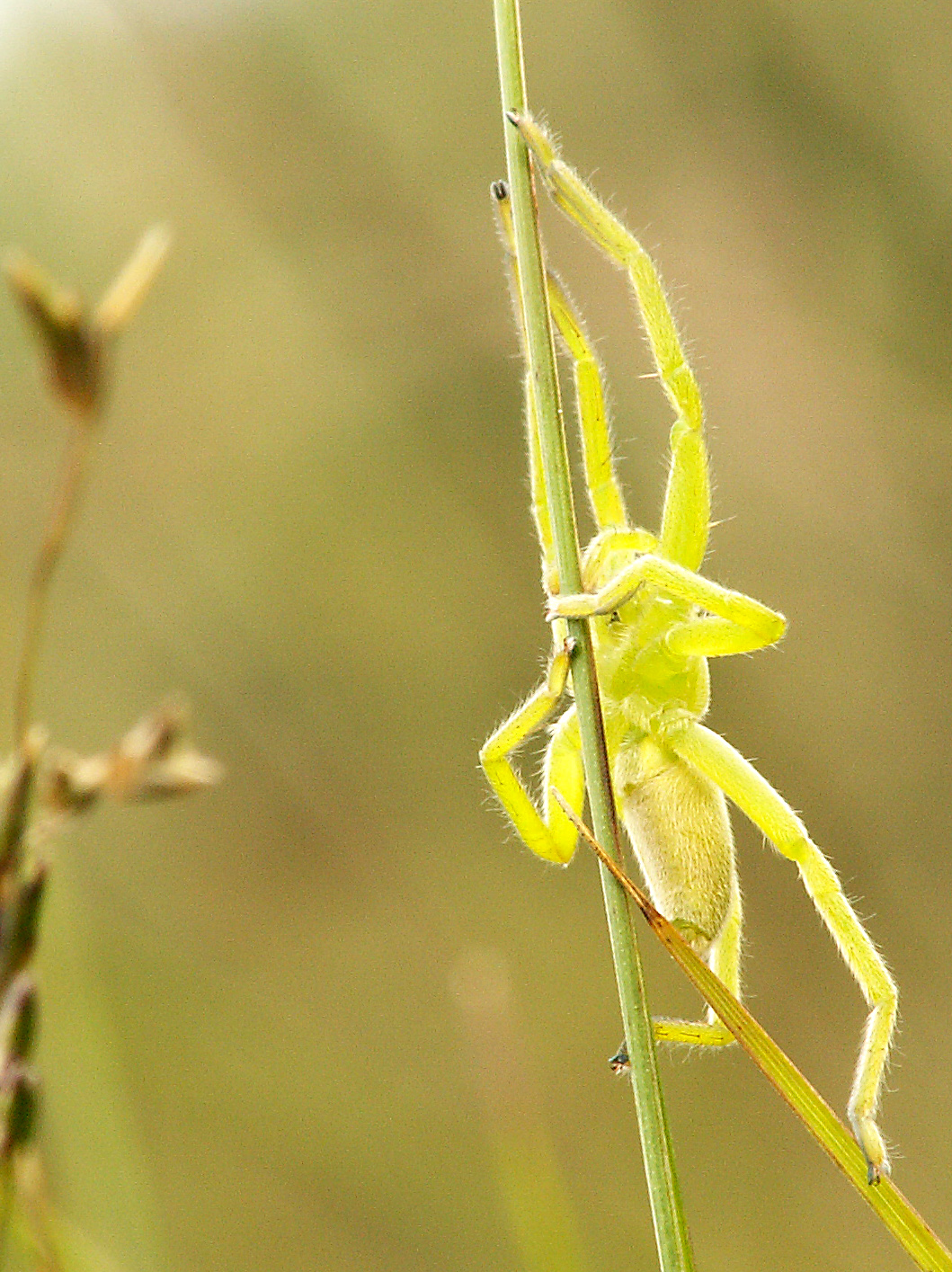
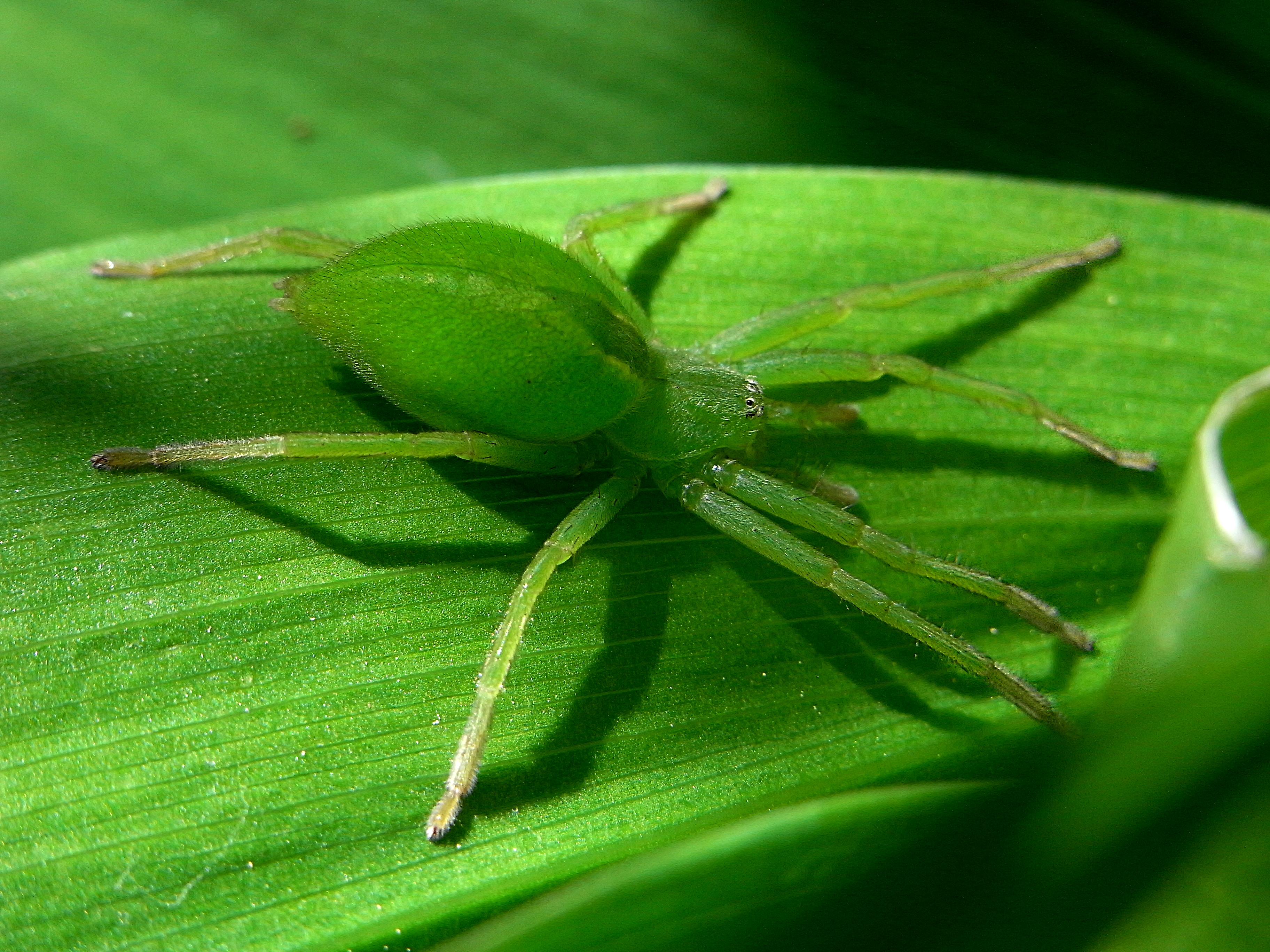
이슬거미 암컷
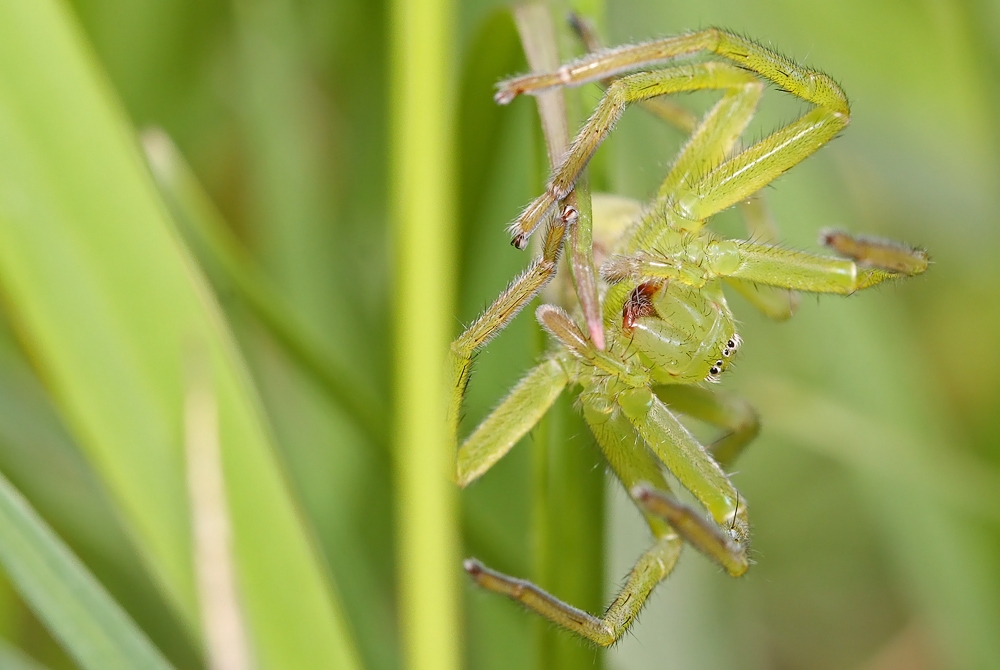
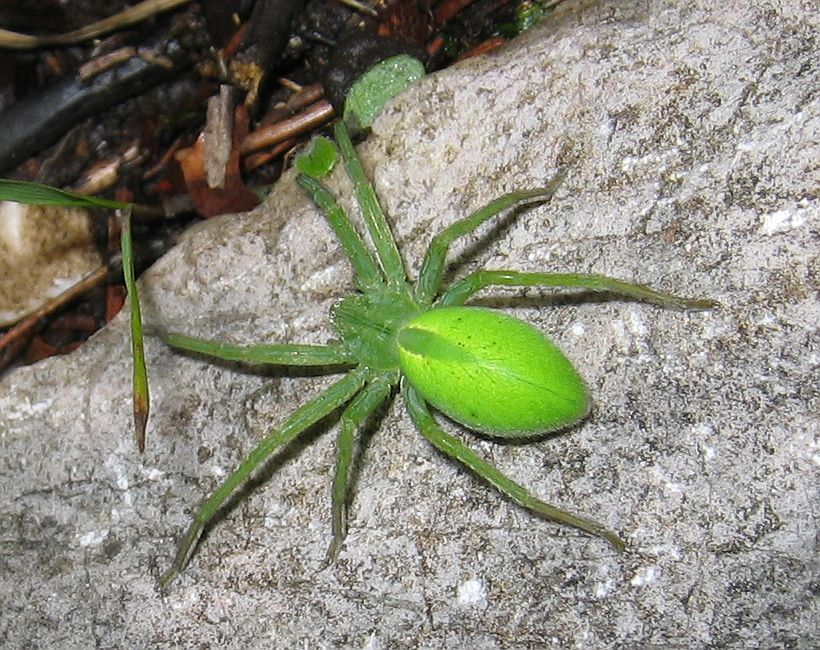
이슬거미 암컷